# دايفيد غينسبيرغ
دايفيد غينسبيرغ (بالإنجليزية: David Ginsburg)‏ (بالعبرية: דוד גינצבורג‏) هو أستاذ جامعي وكيميائي إسرائيلي وأمريكي، ولد في 5 سبتمبر 1920 في نيويورك في الولايات المتحدة، وتوفي في 9 مارس 1988.